# (34974) 5164 T-2
5164 T-2 (asteroide 34974) é um asteroide da cintura principal. Possui uma excentricidade de 0.14208440 e uma inclinação de 9.14487º.
Este asteroide foi descoberto no dia 25 de setembro de 1973 por Cornelis Johannes van Houten e Ingrid van Houten-Groeneveld e Tom Gehrels em Palomar.